# Masters Security FC
El Masters Securuty FC es un equipo de fútbol de Malaui que juega en la Super Liga de Malaui, la primera división de fútbol en el país.

## Historia
Fue fundado en el año 2010 en la capital Lilongüe con el nombre Masters Security Rangers y es propiedad de la compañía Masters Security Services, dedicada al servicio de seguridad privada. Sus partidos de local los juega en la ciudad de Dedza.
En 2016 gana el título de la región central de Malaui (equivalente a la segunda división del país), con lo que logra el ascenso a la Super Liga de Malaui por primera vez en su historia. En su debut en la primera división terminaron en el lugar 12, salvándose del descenso por solo 4 puntos, pero llegaron hasta la semifinales del torneo de copa con lo que lograron clasificar a la Copa Confederación de la CAF 2018, su primer torneo internacional.
Ya en 2018 su presencia en la Copa Confederación de la CAF 2018 fue corta luego de ser eliminados en la ronda preliminar por el Petro Atlético de Angola.

## Palmarés
- Copa Carlsberg: 1

2018
- Región Central de Malaui: 1

2016

## Participación en competiciones de la CAF
| Temporada | Torneo                       | Ronda      | Club           | Casa | Visita | Global |
| --------- | ---------------------------- | ---------- | -------------- | ---- | ------ | ------ |
| 2018      | Copa Confederación de la CAF | Preliminar | Petro Atlético | 0-0  | 0-5    | 0-5    |
| 2019/20   | Copa Confederación de la CAF | Preliminar | Proline FC     | 0-0  | 0-3    | 0-3    |